# Renchen
Renchen (Alemannic thấp: Renche) là một thị trấn nhỏ nằm ở huyện Ortenaukreis thuộc bang Baden-Württemberg, Đức.